# Walter Encke
Walter Encke (* 19. Januar 1931 in Köln) ist ein deutscher Zoologe. Er war von 1959 bis 1996 Direktor des Krefelder Zoologischen Gartens.

## Leben
Walter Encke ist ein Sohn des evangelischen Geistlichen Hans Encke und ein Enkel des Gartenarchitekten Fritz Encke. Er besuchte das humanistische Dreikönigsgymnasium und das naturwissenschaftliche Humboldt-Gymnasium in Köln. Von 1952 an studierte er in Köln, Tübingen und Bonn (u. a. bei Erwin Bünning, Emil Heitz und Hermann Wurmbach) Naturwissenschaften und wurde 1957 bei Rolf Danneel mit einer Arbeit über den Einfluss von Chromogen, Ferment und Hemmstoff auf die Körperpigmentierung von Drosophila melanogaster promoviert. 
Nach ersten tiergärtnerischen Erfahrungen im Kölner Zoo wurde Encke 1959 mit der Leitung des Krefelder Tiergartens betraut. Er war damals, 28-jährig wie fünf Jahre zuvor Heinz-Georg Klös im Tierpark Osnabrück, der aktuell jüngste Zoodirektor Deutschlands. Er leitete den Krefelder Zoo bis 1996.
Walter Encke ist verheiratet mit der Fotografin Bruni Encke und hat mit ihr vier Kinder. Der Sohn Dag Encke ist Direktor des Nürnberger Zoos.

## Leistungen
Walter Encke hatte im zunächst sehr kleinen Tierpark der Stadt Krefeld grundsätzliche Aufbauarbeit zu leisten, da er außer historischem Baumbestand, einem gastronomisch genutzten Schlösschen und einem etwa 300 Jahre alten, dem Verfall ausgelieferten Bauernhaus nur wenig vorfand. "An Tierhäusern wären zu erwähnen ein schreckliches Affenhaus mit vier Innen- und Außenboxen für Paviane und Meerkatzen, ein kleines Vogelhaus, eine kerkerähnliche Behausung für Bären und ein unvollendetes sogenanntes Hundeasyl." Er entwickelte ein Konzept, "das zur Konsolidierung des fast sterbenden Tierparks führen" musste und richtungsweisende Zielvorstellungen für die zukünftige Entwicklung enthielt. Dabei kam es auch darauf an, durch ein neues, charakteristisches Profil nicht in direkter Konkurrenz zu den Zoologischen Gärten in Nachbarstädten zu stehen. Im Vordergrund stand "die optimale Haltung von Wildtieren in einer möglichst natürlichen Umgebung mit hohem ästhetischen Anspruch". Encke setzte bei der Auswahl der Tiere neben der Tierwelt der afrikanischen Steppe einen Schwerpunkt auf der Tierwelt Südamerikas und prinzipiell auf der "Haltung seltener, in der Natur oft gefährdeter Tiere mit dem Ziel der Erhaltungszucht." Besonderer Wert wurde von ihm auch auf den Erhalt des Parkcharakters und des angrenzenden Buchenwaldes gelegt.
Das 1975 eröffnete Affentropenhaus brachte dem Zoo internationale Anerkennung. Es basierte auf den Feldforschungen von Jane Goodall und George B. Schaller und war für damalige Zeiten, "in denen man noch der aseptischen 'Badezimmerkachel-Haltung' huldigte, ein absolutes Novum". Es folgten später u. a. ein Außengehege für Guereza-Affen, 1988 eine 560 m² große Freiflughalle (Vogeltropenhalle) und 1998 das 1100 m² große, nach dem Stifter Walter Gehlen auch "Gehlenhalle" benannte Regenwaldhaus.
Der Krefelder Zoo konnte unter der Leitung von Walter Encke beispielsweise die weltweit ersten in einem Zoo geborenen Geparden aufziehen und 1962 nach Ankauf einer Schneeleopardin die erste florierende Irbis-Zucht in deutschen Zoos begründen, aus der von 1964 bis 1996 über 20 Schneeleoparden in alle Welt geschickt wurden. Zu den weiteren Zuchterfolgen dieser Zeit zählen u. a. die Hyänen, Braunborsten-Gürteltiere, Tayras, Rotschnabeltokos, Mähnenwölfe, Elche, Weißnackenkraniche und Berg-Anoas.

## Aufsätze (Auswahl)
- (1963): Bericht über Geburt und Aufzucht von Geparden (Acinonyx jubatus) im Krefelder Tierpark. In: Zool. Garten (NF), Bd. 27, S. 177–181.
- (1965): Aufzucht von Borstengürteltieren (Chaetophractus villosus). In: Zool. Garten (NF), Bd. 31, S. 88–90.
- (1968): A Note on Breeding and Rearing of Tayras (Eira Barbara) at Krefeld Zoo. In: Intern. Zoo Yearbook, 8, S. 132.
- (1969): Zucht des Rotschnabeltoks (Tockus erythrorhynchus). In: Der Zoologische Garten, Bd. 37, H. 1–3, S. 111–113.
- (1970): Beobachtungen und Erfahrungen bei der Haltung und Zucht von Mähnenwölfen im Krefelder Tierpark. In: Freunde des Kölner Zoo, 13. Jr., H. 2, S. 69–75.
- (1980): mit Reinhold Gandras: Die Problematik der Primatenhaltung in Zoologischen Gärten. Verhandlungsbericht des 22. Int. Symposiums über die Erkrankungen der Zootiere., S. 191–193.
- (1991): Weißnackenkraniche – Leihgabe der Natur – Haltung und Zucht des Grus Vipio im Krefelder Zoo. In: Zoo-Pädagogik-Unterricht, Jg. 1, Bd. 1, S. 301–317.
- (1992): Haltung von Tamanduas (Tamandua tetradactyla) im Krefelder Zoo in der Zeit von 1968–1992. In: Der Zoologische Garten, 62 (NF), H. 6, S. 369–378.
- (2003): Von der Bienenfresser- zur Eisvogelbrutwand: Erfahrungen aus dem Zoo in die freie Natur übertragen. In: Der Zoologische Garten, 73, H. 6, S. 402–408.